# Cameron Mackintosh
Sir Cameron Anthony Mackintosh (nascut el 17 d'octubre de 1946) és un productor teatral anglès, famós per la seva associació en diversos musicals de molt èxit comercial. Al cim del seu èxit el 1990 va ser descrit com el productor teatral de més èxit i màxima influència al món pel New York Times. Ha produït espectacles com Les Misérables, The Phantom of the Opera, Mary Poppins, Martin Guerre o Cats.

## Biografia
Mackintosh va néixer a Enfield, Londres, fill de Diana Gladys (nascuda Tonna), una secretària de producció, i de Ian Robert Mackintosh, un comerciant de fusta i trompetista de jazz. El seu pare era escocès i la seva mare, nascuda a Malta, era d'ascendència maltesa i francesa. Mackintosh va ser educat en la fe catòlica de la seva mare i educat al Prior Park College de Bath.
Va descobrir que volia ser productor teatral després que la seva tia el portés a una matinée del musical Salad Days de Julian Slade, quan només tenia 8 anys.

### Carrera teatral
Mackintosh començà la seva carrera teatral a finals de l'adolescència, com a tramoïsta al Theatre Royal, Drury Lane, graduant-se a director d'escena en diverses produccions en gita. També començà a produir gires de petita escala abans d'establir-se com a productor amb seu a Londres a la dècada de 1970. Entre les seves primeres produccions a Londres estan Anything Goes (que tancà després de només dues setmanes), Side By Side By Sondheim, The Card, My Fair Lady Lady o Tom Foolery.
El 1981 produí Cats, d'Andrew Lloyd Webber, llavors gens considerat com a subjecte per a un musical. Va esdevenir l'èxit de la temporada i es convertiria en un dels musicals de més llarga estada als escenaris a ambdues ribes de l'Atlàntic. Després de l'èxit de Cats, s'apropà a Claude-Michel Schönberg i Alain Boublil per portar el seu musical Les Misérables (llavors un àlbum conceptual francès de gran èxit) als escenaris londinencs. El musical s'estrenà el 1985 al Barbican, abans de passar al Palace Theatre. Les Misérables va tenir uns inicis durs i una fluixa rebuda de la crítica abans de convertir-se en un èxit massiu, principalment pel boca-orella.
El 1986, Mackinktosh produí The Phantom of the Opera, també d'Andrew Lloyd Webber, potser l'empresa d'entreteniment de més èxit comercial de la història, superant pel·lícules com Titanic o E.T.. Les produccions originals de Londres i Nova York encara es representen (l'any 2011).
El 1990 produí el següent musical de Boublil & Schönberg, Miss Saigon, que s'estrenà al Theatre Royal, Drury Lane i va tenir un gran èxit. La producció de Broadway va assolir el rècord de major nombre d'entrades venudes avançades de tota la història del teatre.
Entre d'altres musicals d'èxit produïts per Mackintosh estan Five Guys Named Moe i una versió molt revisada de Follies, de Stephen Sondheim. El 1995 produí el concert del 10è aniversari de Les Misérables a Londres. A més, durant la dècada de 1990 va ser responsable de portar al West End els revivals del National Theatre d'Oklahoma!, My Fair Lady Lady i Carousel.
Entre les produccions de Mackintosh que no van ser grans èxits trobem Moby Dick, Martin Guerre o l'adaptació escènica de The Witches of Eastwick, de John Updike, que encara que va tenir algunes crítiques positives i es representà durant 15 mesos, no va poder replicar l'èxit mundial de muntatges anteriors.
Quan el president de Walt Disney Theatrical, Thomas Schumacher, es trobà amb Mackintosh el 2001, Schumacher descobrí que Mackintosh volia transportar Mary Poppins de la pantalla a l'escenari. Així doncs, començaren a adaptar el musical de manera conjunta. La participació de Mackintosh al desenvolupament de l'adaptació musical de la pel·lícula va comportar produir la producció del 2004 al Prince Edward Theatre del West End i el 2006 al New Amsterdam Theatre de Broadway juntament amb Schumacher. També co-produí la producció de Londres de Avenue Q, que s'estrenà al Noël Coward Theatre l'1 de juny del 2006.
El 1998, Mackintosh celebrà els seus 30 anys al negoci amb Hey, Mr. Producer!, una gala on s'interpretaren cançons d'espectacles que ell havia produït durant la seva carrera. El concert va representar-se en dues ocasions, el 7 i 8 de juny, i els beneficis van ser destinats al Royal National Institute of the Blind i a les Caritats Combinades del Teatre. Van participar moltes estrelles, i l'actuació del 8 de juny va estar presidida per la Reina Elisabet i pel Duc d'Edimburg.
El 2008-09, Mackintosh produí un revival d'Oliver!, de Lionel Bart, al Theatre Royal Drury Lane. La producció va ser emesa pel concurs televisiu de la BBC I'd Do Anything. Jodie Prenger va ser la guanyadora i interpretà el paper de Nancy a la producció, amb Rowan Atkinson com Fagin. La publicitat i l'atenció existent al voltant de la producció va ser sense precedents al West End, i al gener del 2009 era la producció amb venda d'entrades anticipades més ràpides de la història, amb £15 milions en entrades anticipades.
Mackintosh ha manifestat el seu interès a produir un revival de Broadway de Barnum, protagonitzat per l'actor americà Neil Patrick Harris.
A l'abril del 2010 estrenà al Gielgud Theatre del West End un revival del musical Hair. Aquesta producció va viatjar des de Broadway, on s'havia estrenat el 2009.

## Influència
Mackintosh és notable com a productor per la seva transformació del musical en un global i de gran benefici, i va ser el primer productor teatral en reconèixer que les produccions per gires i realitzades a altres països (sovint en països on els musicals eren rarament representats, com els del Bloc de l'Est a inicis dels 90), eren mercats potencialment molt lucratius que podien, col·lectivament, igualar o superar els beneficis generats a les produccions de Londres i Nova York.
En muntar una plètora de produccions per tot el món, manté el control creatiu dels seus musicals per tal d'assegurar la consistència i la qualitat de les produccions, sense que importi on es vegin. Sempre que sigui possible, les produccions usen la mateixa posada en escena, disseny de producció, il·luminació, cartell i orquestracions que les produccions originals de Nova York i Londres. Això es deu a la pràctica en què les produccions internacionals dels musicals del West End o de Broadway eren llicenciades a productors estrangers, els quals reconvertien localment la producció, fent-la molt diferent i sovint amb pobres resultats.
Mackintosh també ha tingut un èxit considerable en contractar directors de teatre (com Trevor Nunn i Nicholas Hytner, ambdós de la Royal Shakespeare Company), i tècnics d'arreu del món del teatre musical.
És famós per com treballa juntament amb l'equip creatiu d'una producció.
Recentment ha expressat el seu interès a produir musicals de regions d'Àsia i Àfrica, citant que el potencial en aquests mercats és inacabable.
El Delfont Mackintosh group té 7 teatres a Londres: el Prince Edward, el Prince of Wales, el Novello, el Queen's, el Gielgud, el Wyndham's i el Noël Coward.

## Vida personal
Mackintosh va ser fet cavaller a la Llista d'Honors de Cap d'Any de 1996, pels seus serveis al teatre musical.
La seva parella és el fotògraf australià Michael Le Poer Trench.
El 2006, Mackintosh va aparèixer en 4a posició a la Pink Listde The Independent on Sunday, una llista dels homosexuals més influents, repetint la posició del 2005. Mackintosh ocupà el primer lloc a la llista The Stage 100 al 2007 per primera vegada des del 2000 (aquesta llista reconeix els membres de més influència de la comunitat artística a finals d'any).
És patró de The Food Chain, una organització de caritat amb seu a Londres.
El seu germà petit, Robert Mackintosh, també és productor.

## Espectacles produïts per Cameron Mackintosh
| - The Reluctant Debutante (1967) - Anything Goes (1969) - Salad Days (1971) - Trelawny (1972) - The Card (1973) - Winnie The Pooh (1973) - Godspell (1974) - Lauder (1976) - Side by Side by Sondheim (1976) - Oliver! (1977) - My Fair Lady (1978) - Oklahoma! (1979) - Tom Foolery (1980) - Cats (1981) - Little Shop of Horrors (1982) - Song & Dance (1982) - Abbacadabra (1983) - Blandel (1983) - The Boy Friend (1984) | - Les Misérables (1985) - The Phantom of the Opera (1986) - Follies (1987) - Just So (1989) - Miss Saigon (1989) - Five Guys Named Moe (1990) - Moby Dick (1991) - The Card (1992) - Putting It Together (1992) - Carousel (1993) - Oliver! (1994) - Martin Guerre (1996) - The Fix (1997) - Hey, Mr. Producer! (1998) - Oklahoma! (1999) - The Witches of Eastwick (2000) - My Fair Lady (2001) - Mary Poppins (2004) - Avenue Q (2006) - The Sundowe (2007) |